# Lista de prefeitos de Teresina
Esta é uma lista de prefeitos de Teresina, no estado do Piauí. O atual gestor é Silvio Mendes, do União Brasil.
Presidentes do Conselho de Intendência do Município de Teresina:
- Presidente – João da Cruz e Santos (Barão de Uruçuí);
- Conselheiros – capitão  Mariano Gil Castelo Branco (Barão de Castelo Branco), Teodoro Alves Pacheco, Simplício Rezende, cônego Tomás de Morais Rego e capitão José Antônio de Santana.

O segundo intendente (presidente do Conselho) foi o Barão de Castelo Branco.
O governador Taumaturgo de Azevedo deixa o governo à 4 de junho de 1890 e no dia 27 de dezembro toma posse o governador Álvaro Mendes, que decreta a Constituição do Piauí ad referendum do congresso constituinte. No dia 13 de junho de 1892, já promulgada a Constituição, realiza-se a primeira eleição para escolha do intendente de Teresina, do vice intendente e dos conselheiros municipais.
Foram eleitos:
- Intendente – Manuel Raimundo da Paz
- Vice-Intendente – Honório Parentes
- Conselheiros – militar Raimundo Antônio de Farias, farmacêutico Alfredo Gentil de Albuquerque, Joaquim José da Cunha, Raimundo Elias de Sousa, Leôncio Pereira de Araújo, Jardelino Francisco Barbosa de Amorim, Viriato Rios do Carmo, Francisco da Silva Rabelo, Manuel Lopes Correia Lima.

Relação dos Intendentes de Teresina (Informações gerais):
- De 07.01.1893 a 07.01.1897 - Manuel Raimundo da Paz, piauiense, nascido no município de Humildes (atual Alto Longá) em 1838. Faleceu em Teresina.
- De 07.01.1897 a 14.03.1900 - Antônio Gonçalves Pedreira Portelada, que permanece no cargo até 07 de janeiro de 1901.
- De 07.01.1901 a 01.01.1905 - Benjamim de Sousa Martins, sendo o vice-intendente Antônio Francisco Ribeiro.
- De 20.02.1905 a 07.01.1909 - Domingos Monteiro. Militar. Enquanto aguardava licença do Exército para assumir, a Intendência foi ocupada pelo vice Afonso Ribeiro de Albuquerque, de 01.01 a 20.02.1905.
- De 07.01.1909 a 06.09.1909 - Emílio César Burlamaqui, que renunciou em 06.09.1909 para assumir o cargo de delegado fiscal. O vice Adão de Medeiros Soares permanece na Intendência até 30.10.1909.
- De 30.10.1909 a 29.03.1910 - José Pires Rebelo, engenheiro civil, foi deputado federal e senador pelo Piauí. Natural de Piripiri, morreu no Rio de Janeiro. Em 29.03.1910 renuncia para assumir o cargo de diretor de Obras Públicas. Assume o vice-intendente Adão de Medeiros Soares, que permanece até 11.09.1910.
- De 11.09.1910 a 07.01.1913 - Tersandro Gentil Pedreira Paz. Nascido em Teresina. Farmacêutico, foi comerciante e industrial. Morreu no Rio de Janeiro.
- De 07.01.1913 a 01.01.1917 - Tersandro Gentil Pedreira Paz. Reeleito.
- De 01.01.1917 a 24.01.1921 - Antônio da Costa Araújo. Engenheiro militar, foi comandante do 25º BC. Natural de Campo Maior, morreu em Teresina.
- De 24.01.1921 a 27.04.1924 - Manuel Raimundo da Paz Filho. Oficial do Exército. Natural de Campo Maior. Teve administração tumultuada por desentendimentos políticos. O ex-governador João Luis Ferreira é eleito para o quadriênio seguinte, mas não assume. A Intendência é dirigida e por todo o período pelo vice-intendente Anfrísio Lobão Veras Filho. Com o afastamento de Manuel Raimundo da Paz Filho, assume a Intendência o presidente do Conselho João da Cruz Monteiro, de 27.01.1924 a 02.01.1925.
- De 02.01.1925 A 02.10.1929 - Anfrísio Lobão Veras Filho. Médico.Natural de União, morreu em Teresina.
- De 02.01.1929 a 06.10.1930 - Domingos Monteiro. Reeleito. Mandato interrompido pela Revolução de 1930, que leva Getúlio Vargas à chefia da Nação. O governador João de Deus Pires Leal é deposto. Assume o Executivo estadual o vice-governador Humberto de Arêa Leão. Monteiro recusa continuar no cargo e Raimundo de Arêa Leão assume a Intendência na condição de Prefeito.

## Relação dos intendentes de Teresina
Apresentamos aqui os intendentes de Teresina que administraram a cidade durante a República Velha, período histórico brasileiro compreendido entre a Proclamação da República em 1889 e a Revolução de 1930.
| Nº | Nome                                 | Imagem | Partido                              | Início do mandato       | Fim do mandato          |
| 1  | João da Cruz e Santos                |        | Partido Conservador PCN              | 1° de janeiro de 1880   | 21 de fevereiro de 1887 |
| 2  | Mariano Gil Castelo Branco           |        | Partido Conservador PCN              | 21 de fevereiro de 1887 | 7 de janeiro de 1893    |
| 3  | Manoel Raimundo da Paz               |        | Partido Liberal PL                   | 7 de janeiro de 1893    | 7 de janeiro de 1897    |
| 4  | Antônio Gonçalves Pedreira Portelada |        | Partido Conservador PCN              | 7 de janeiro de 1897    | 7 de janeiro de 1901    |
| 5  | Benjamim de Sousa Martins            |        | Partido Moderador Brasileiro PMB     | 7 de janeiro de 1901    | 1° de janeiro de 1905   |
| 6  | Afonso Ribeiro de Albuquerque        |        | Partido Democrático Brasileiro PDB   | 1° de janeiro de 1905   | 20 de fevereiro de 1905 |
| 7  | Domingos do Rego Monteiro            |        | Partido Democrático Brasileiro PDB   | 20 de fevereiro de 1905 | 7 de janeiro de 1909    |
| 8  | Emílio César Burlamaqui              |        | Partido Republicano PR               | 7 de janeiro de 1909    | 6 de setembro de 1909   |
| 9  | Adão de Medeiros Soares              |        | Partido Republicano PR               | 6 de setembro de 1909   | 30 de outubro de 1909   |
| 10 | José Pires Rebelo                    |        | Partido Republicano Conservador PRC  | 30 de outubro de 1909   | 29 de março de 1910     |
| 11 | Adão de Medeiros Soares              |        | Partido Republicano Conservador PRC  | 29 de março de 1910     | 11 de setembro de 1910  |
| 12 | Tersandro Gentil Pedreira Paz        |        | Partido Republicano Progressista PRP | 11 de setembro de 1910  | 7 de janeiro de 1913    |
| —  | Tersandro Gentil Pedreira Paz        |        | Partido Republicano Progressista PRP | 7 de janeiro de 1913    | 1° de janeiro de 1917   |
| 13 | Antônio da Costa Araújo              |        | Partido Republicano PR               | 1° de janeiro de 1917   | 24 de janeiro de 1921   |
| 14 | Manoel Raimundo da Paz Filho         |        | Partido Republicano Conservador PRC  | 24 de janeiro de 1921   | 27 de abril de 1924     |
| 15 | João da Cruz Monteiro                |        | Partido Republicano Conservador PRC  | 27 de abril de 1924     | 2 de janeiro de 1925    |
| 16 | Anfrísio Lobão Veras Filho           |        | Partido Liberal PL                   | 2 de janeiro de 1925    | 2 de outubro de 1929    |
| 17 | Domingos Monteiro                    |        | Partido Progressista PP              | 2 de outubro de 1929    | 6 de outubro de 1930    |

## Relação dos prefeitos de Teresina
A relação a seguir apresenta os prefeitos de Teresina durante o Governo Vargas, a Segunda República, o Regime Militar de 1964 e a Redemocratização.
| Nº | Nome                                  | Imagem                                       | Partido                                          | Início do mandato      | Fim do mandato          |
| 18 | Raimundo de Arêa Leão                 |                                              | Partido Progressista PP                          | 6 de outubro de 1930   | 25 de dezembro de 1930  |
| 19 | João Martins do Rego                  |                                              | Aliança Liberal AL                               | 25 de dezembro de 1930 | 28 de fevereiro de 1931 |
| 20 | Domingos Monteiro                     |                                              | Aliança Liberal AL                               | 2 de março de 1931     | 8 de março de 1932      |
| 21 | Agenor Monte                          |                                              | Partido Progressista PP                          | 8 de março de 1932     | 17 de março de 1932     |
| 22 | Luís Pires Chaves                     |                                              | Aliança Liberal AL                               | 17 de março de 1932    | 10 de maio de 1935      |
| 23 | Osvaldo da Costa e Silva              |                                              | Partido Progressista PP                          | 17 de maio de 1935     | 14 de setembro de 1935  |
| 24 | Francisco do Rego Monteiro            |                                              | Aliança Liberal AL                               | 14 de setembro de 1935 | 1 de fevereiro de 1936  |
| 25 | Lindolfo do Rego Monteiro             |                                              | Partido Trabalhista Brasileiro PTB               | 1 de fevereiro de 1936 | 11 de novembro de 1945  |
| 26 | José Martins Leite Pereira            |                                              | Partido Liberal PL                               | 11 de novembro de 1945 | 14 de março de 1946     |
| 27 | Celso Pinheiro Filho                  |                                              | Partido Progressista PP                          | 14 de março de 1946    | 31 de dezembro de 1946  |
| 28 | Durvalino Couto                       |                                              | Partido Progressista PP                          | 12 de janeiro de 1947  | 28 de abril de 1947     |
| 29 | Godofredo Freire da Silva             |                                              | Partido Republicano PR                           | 7 de junho de 1947     | 9 de janeiro de 1948    |
| 30 | José Virgílio Castelo Branco da Rocha |                                              | Partido Democrata Cristão PDC                    | 10 de janeiro de 1948  | 21 de abril de 1948     |
| 31 | José Martins Leite Pereira            |                                              | União Democrática Nacional UDN                   | 21 de abril de 1948    | 13 de julho de 1948     |
| 32 | José Ribamar de Castro Lima           |                                              | União Democrática Nacional UDN                   | 13 de julho de 1948    | 31 de janeiro de 1951   |
| 33 | João Mendes Olímpio de Melo           |                                              | União Democrática Nacional UDN                   | 31 de janeiro de 1951  | 31 de janeiro de 1955   |
| 34 | Agenor Barbosa de Almeida             |                                              | Partido Social Progressista PSP                  | 31 de janeiro de 1955  | 31 de janeiro de 1959   |
| 35 | Petrônio Portela                      |                                              | União Democrática Nacional UDN                   | 31 de janeiro de 1959  | 31 de janeiro de 1963   |
| 36 | Hugo Bastos                           |                                              | União Democrática Nacional UDN                   | 31 de janeiro de 1963  | 31 de janeiro de 1967   |
| 37 | Jofre Castelo Branco                  |                                              | Aliança Renovadora Nacional ARENA                | 31 de janeiro de 1967  | 10 de outubro de 1969   |
| 38 | Bona Medeiros                         |                                              | Aliança Renovadora Nacional ARENA                | 10 de outubro de 1969  | 31 de maio de 1970      |
| 39 | Wagner Saraiva de Lemos               |                                              | Aliança Renovadora Nacional ARENA                | 14 de maio de 1970     | 29 de junho de 1970     |
| 40 | Haroldo Borges                        |                                              | Aliança Renovadora Nacional ARENA                | 29 de junho de 1970    | 18 de março de 1971     |
| 41 | Joel Ribeiro                          |                                              | Aliança Renovadora Nacional ARENA                | 18 de março de 1971    | 18 de março de 1975     |
| 42 | Wall Ferraz                           |                                              | Aliança Renovadora Nacional ARENA                | 18 de março de 1975    | 23 de março de 1979     |
| 43 | Bona Medeiros                         |                                              | Partido Democrático Social PDS                   | 23 de março de 1979    | 14 de maio de 1982      |
| 44 | Jesus Tajra                           |                                              | Partido Democrático Social PDS                   | 14 de maio de 1982     | 21 de março de 1983     |
| 45 | Freitas Neto                          |                                              | Partido Democrático Social PDS                   | 21 de março de 1983    | 1 de janeiro de 1986    |
| 46 | Wall Ferraz                           |                                              | Partido do Movimento Democrático Brasileiro PMDB | 1 de janeiro de 1986   | 31 de dezembro de 1988  |
| 47 | Heráclito Fortes                      |                                              | Partido do Movimento Democrático Brasileiro PMDB | 1º de janeiro de 1989  | 31 de dezembro de 1992  |
| 48 | Wall Ferraz                           |                                              | Partido da Social Democracia Brasileira PSDB     | 1º de janeiro de 1993  | 22 de março de 1995     |
| 49 | Francisco Gerardo                     |                                              | Partido da Social Democracia Brasileira PSDB     | 22 de março de 1995    | 31 de dezembro de 1996  |
| 50 | Firmino Soares Filho                  |                                              | Partido da Social Democracia Brasileira PSDB     | 1º de janeiro de 1997  | 31 de dezembro de 2000  |
| —  | Firmino Soares Filho                  |                                              | Partido da Social Democracia Brasileira PSDB     | 1º de janeiro de 2001  | 31 de dezembro de 2004  |
| 51 | Silvio Mendes                         |                                              | Partido da Social Democracia Brasileira PSDB     | 1º de janeiro de 2005  | 31 de dezembro de 2008  |
| —  | Silvio Mendes                         |                                              | Partido da Social Democracia Brasileira PSDB     | 1º de janeiro de 2009  | 31 de março de 2010     |
| 52 | Elmano Férrer                         |                                              | Partido Trabalhista Brasileiro PTB               | 31 de março de 2010    | 31 de dezembro de 2012  |
| 53 | Firmino Filho                         |                                              | Partido da Social Democracia Brasileira PSDB     | 1º de janeiro de 2013  | 31 de dezembro de 2016  |
| 53 | Firmino Filho                         | Partido da Social Democracia Brasileira PSDB | 1º de janeiro de 2017                            | 31 de dezembro de 2020 |                         |
| 54 | José Pessoa Leal                      |                                              | Movimento Democrático Brasileiro MDB             | 1º de janeiro de 2021  | 31 de dezembro de 2024  |
| 55 | Silvio Mendes                         |                                              | União Brasil UNIÃO                               | 1º de janeiro de 2025  | Atual                   |

Legenda
| Cor        | Significado                                                                                  |
| Verde      | Mandatários eleitos por votação direta ou indireta (por escolha da Câmara Municipal)         |
| Bege       | Mandatários nomeados diretamente pelo Governo Central em épocas de convulsão político-social |
| Azul claro | Vice-prefeitos que assumiram o cargo de prefeito.                                            |